# Tour der italienischen Rugby-Union-Nationalmannschaft nach Irland 1988/89
| Tour der Italiener nach Irland 1988/89 | Tour der Italiener nach Irland 1988/89 | Tour der Italiener nach Irland 1988/89 | Tour der Italiener nach Irland 1988/89 | Tour der Italiener nach Irland 1988/89 |
| Übersicht                              | S                                      | G                                      | U                                      | N                                      |
| -------------------------------------- | -------------------------------------- | -------------------------------------- | -------------------------------------- | -------------------------------------- |
| Test Matches                           | 1                                      | 0                                      | 0                                      | 1                                      |
| Sonstige Spiele                        | 2                                      | 1                                      | 0                                      | 1                                      |
| Gesamt                                 | 3                                      | 1                                      | 0                                      | 2                                      |
|                                        |                                        |                                        |                                        |                                        |
| Irland                                 | 1                                      | 0                                      | 0                                      | 1                                      |

Die Tour der italienischen Rugby-Union-Nationalmannschaft nach Irland 1988/89 umfasste eine Reihe von Freundschaftsspielen der italienischen Rugby-Union-Nationalmannschaft. Sie reiste um den Jahreswechsel 1988/89 durch Irland und bestritt während dieser Zeit drei Spiele. Darunter war ein Test Match gegen die irische Nationalmannschaft, das mit einem Sieg der Gastgeber endete. Hinzu kamen zwei weitere Spiele gegen Auswahlteams, bei denen je ein Sieg und eine Niederlage resultierten.

## Spielplan
- Hintergrundfarbe grün = Sieg
- Hintergrundfarbe rot = Niederlage

(Test Matches sind grau unterlegt; Ergebnisse aus der Sicht Italiens)
| # | Datum             | Gegner                   | Ort     | Stadion           | Ergebnis |
| - | ----------------- | ------------------------ | ------- | ----------------- | -------- |
| 1 | 28. Dezember 1988 | Irland U25               | Belfast | Ravenhill Stadium | 16:21    |
| 2 | 31. Dezember 1988 | Irland                   | Dublin  | Lansdowne Road    | 15:31    |
| 3 | 03. Januar 1989   | Irish Combined Provinces | Cork    |                   | 15:14    |

## Test Matches
| 31. Dezember 1988 | Irland | 31 : 15        | Italien                                                         | Lansdowne Road, Dublin Schiedsrichter: Raymond Megson (Schottland) |
| 31. Dezember 1988 | Versuche: Aherne Crossan (2) Matthews (2) Erhöhungen: Cunningham Straftritte: Danaher (2) Dropgoals: Dean | (18:6) Bericht | Versuche: Brunello Erhöhungen: Troiani Straftritte: Troiani (3) | Lansdowne Road, Dublin Schiedsrichter: Raymond Megson (Schottland) |

Aufstellungen:
- Irland: Fergus Aherne, Tom Clancy, Keith Crossan, Vincent Cunningham, Phil Danaher, Paul Dean, Neil Francis, Donal Lenihan, Noel Mannion, Philip Matthews , Denis McBride, JJ McCoy, Brendan Mullin, John Sexton, Steve Smith
- Italien: Rodolfo Ambrosio, Massimo Brunello, Corrado Covi, Renato De Bernardo, Roberto Favaro, Giulio Morelli, Vittorio Pesce, Francesco Pietrosanti, Pietro Reale, Guido Rossi , Luigi Salvati, Roberto Saetti, Daniele Tebaldi, Moreno Trevisiol, Luigi Troiani